# Праздники Катара
В статье представлены праздники, отмечаемые в Катаре. 

## Официально отмечаемые
| Дата                   | Название                 |
| ---------------------- | ------------------------ |
| 18 декабря             | Национальный день Катара |
| Второй вторник февраля | Национальный день спорта |

## Мусульманские праздники
| Дата         | Название                          |
| ------------ | --------------------------------- |
| 1 шавваля    | Окончание Рамадана (4 дня)        |
| 10 зульхиджа | Праздник жертвоприношения (4 дня) |

Выходными днями в Катаре являются пятница и суббота.